# Durian II
Durian II is een bestuurslaag in het regentschap Sawah Lunto van de provincie West-Sumatra, Indonesië. Durian II telt 2020 inwoners (volkstelling 2010).